# Funningsfjørður (település)
Funningsfjørður (más néven Funningsbotnur, dánul: Fundingsfjord) település Feröer Eysturoy nevű szigetén. Közigazgatásilag Runavík községhez tartozik.

## Földrajz
A sziget északi részén, az azonos nevű fjord, a Funningsfjørður végénél fekszik.

## Történelem
A települést 1812-ben (más források szerint 1832-ben) alapították. 1902-től 1913-ig egy bálnavadász-állomás működött itt. 2005. január 1-je óta Runavík község része, előtte Elduvík községhez tartozott.

## Népesség
| Év          | Lakosság |
| ----------- | -------- |
| 1986.01.01. | 93       |
| 1991.01.01. | 73       |
| 1996.01.01. | 52       |
| 2001.01.01. | 72       |
| 2006.01.01. | 67       |

## Közlekedés
Funningsfjørðurból észak felé Funningur, dél felé Skálabotnur érhető el közúton, illetve itt csatlakozik be az Elduvíkba vezető út is. Az autóbusz-összeköttetést a 205-ös járat biztosítja.